# Munka-Ljungby kyrka
Munka Ljungby kyrka är en kyrkobyggnad som ligger cirka 7 kilometer öster om Ängelholm i Skåne. Den tillhör Munka Ljungby församling i Lunds stift.

## Kyrkobyggnaden
Kyrkan är av sten och består av långhus med två breda korsarmar åt norr och söder. I öster finns ett smalare kor och i väster ett torn med huvudingång. Kyrkan är byggd av gråsten, men den äldsta delen har hörnkedjor av huggen sandsten. Vid en reparation 1955 knackades all puts bort och man fann då att det vid tidigare ändringsarbeten använts tegel som utfyllnad, varför väggarna åter måste förses med puts. Endast korets gavel var så väl bevarad, att den efter en del bättringsarbeten kunde återfå sitt ursprungliga skick. Kvar från den äldsta kyrkan är sannolikt också den rundbågefris, som finns på sakristians norra och södra sidor.

## Historik
Munka Ljungby kyrka är ett byggnadsverk, vars olika delar tillkommit under skilda tider. Äldst är koret från senare delen av 1100-talet. Det var då förmodligen närmast ett kapell, som byggdes av munkarna på Herrevads kloster. Där hade biskopen i Lund 1144 grundat ett kloster, och till detta hörde stora jordområden, bland annat delar av nuvarande Munka Ljungby socken, som säkerligen fått sitt namn av att det var "munkarnas Ljungby".
Senare utbyggdes kyrkan med sina kvadratiska innerum till ingången mellan nuvarande långhuset och vapenhuset. Under senare delen av 1400-talet slogs sannolikt valv i hela kyrkan, och tornbyggnaden tillkom längst i väster. Två breda korsarmar tillkom 1867–1868 då kyrkan fick sitt nuvarande utseende. Det medeltida koret inreddes till sakristia och en del av kyrkorummet väster om sakristian blev kor. En  större  restaurering  genomfördes åren 1930-1931 under ledning av länsarkitekt Nils A Blanck då vapenhuset i tornets bottenvåning samt koret omgestaltades. Ny bänkinredning sattes in och nya golv tillkom. Samtliga ytterdörrar förnyades. 1958 uppfördes en ny orgelläktare och vid samma tillfälle bättringsmålades bänkinredningen. Vid en renovering 2015 blev sakristian i öster omdanad till kapell. En del av norra korsarmen inreddes till ny sakristia.

## Inventarier
- Dopfunt av sandsten, Mörarpsgruppen, 1100-talets andra hälft, (bilder).
- Kalkmålningar i koret från 1400-talet.
- Altartavlan, som är en kopia av en Rubens-målning, är försedd med en solsymbol och i dess mitt de fyra hebreiska bokstäverna JHWH för Guds namn.

## Galleri

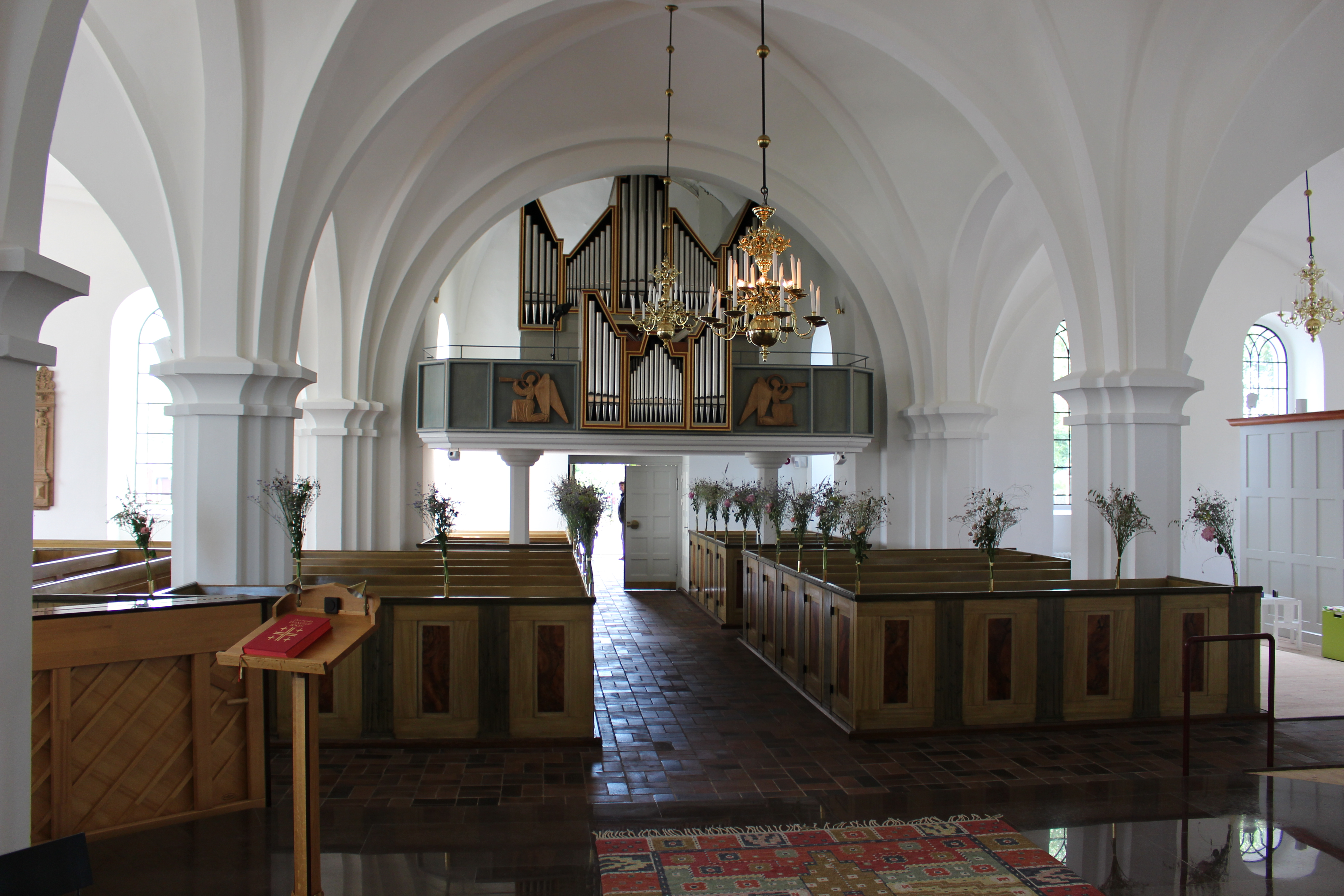
Kyrkorum mot väster
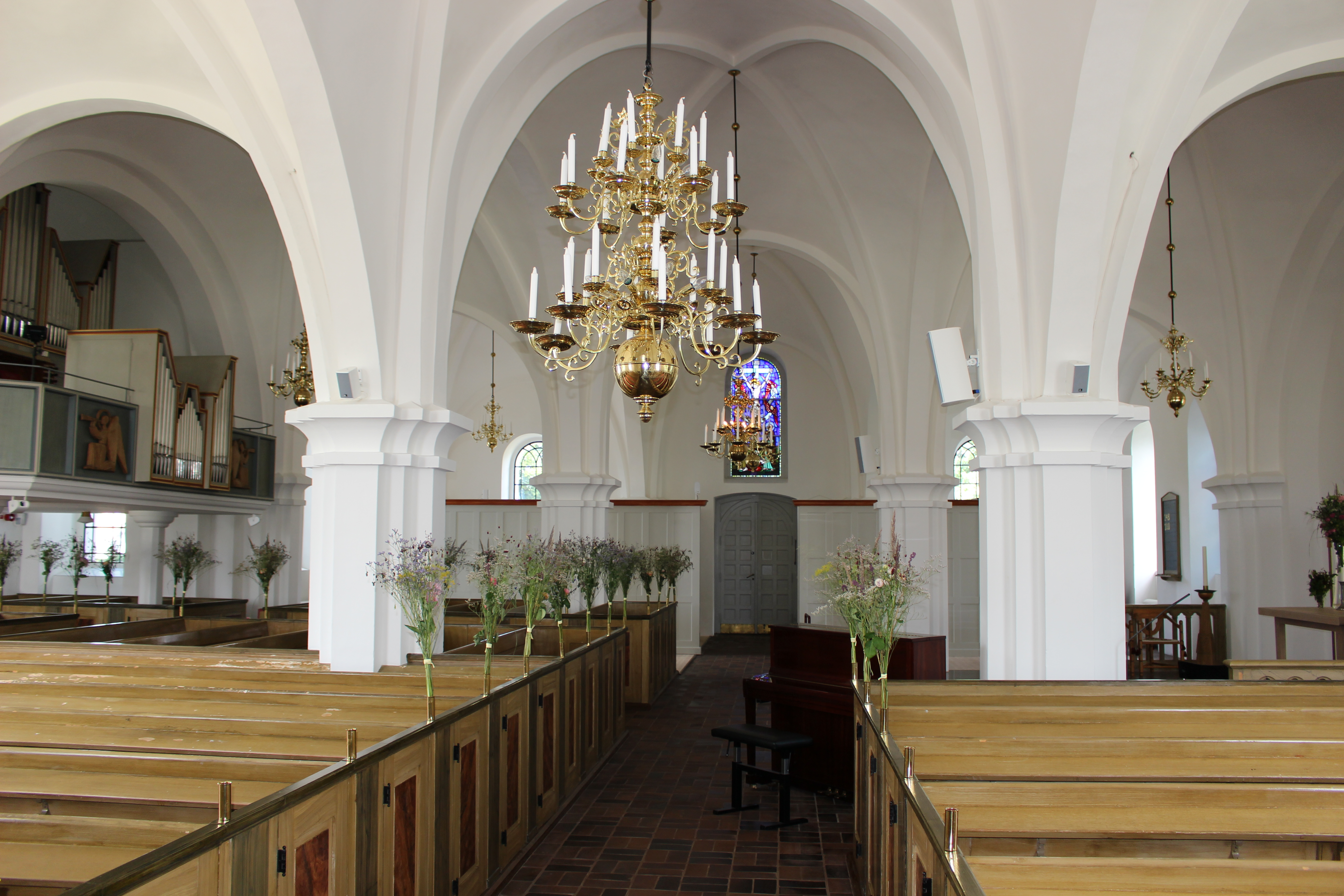
Kyrkorum mot norr
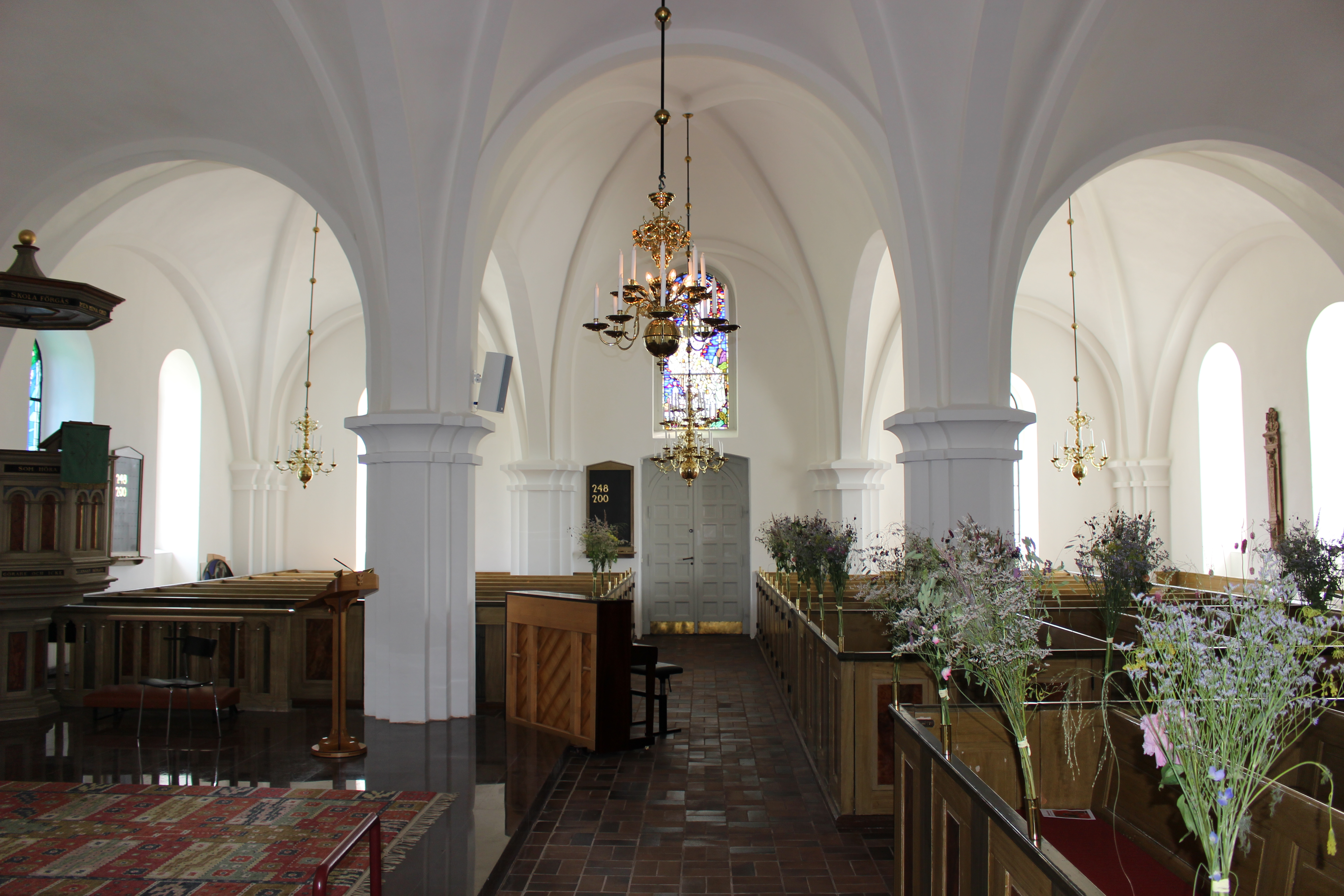
Kyrkorum mot söder
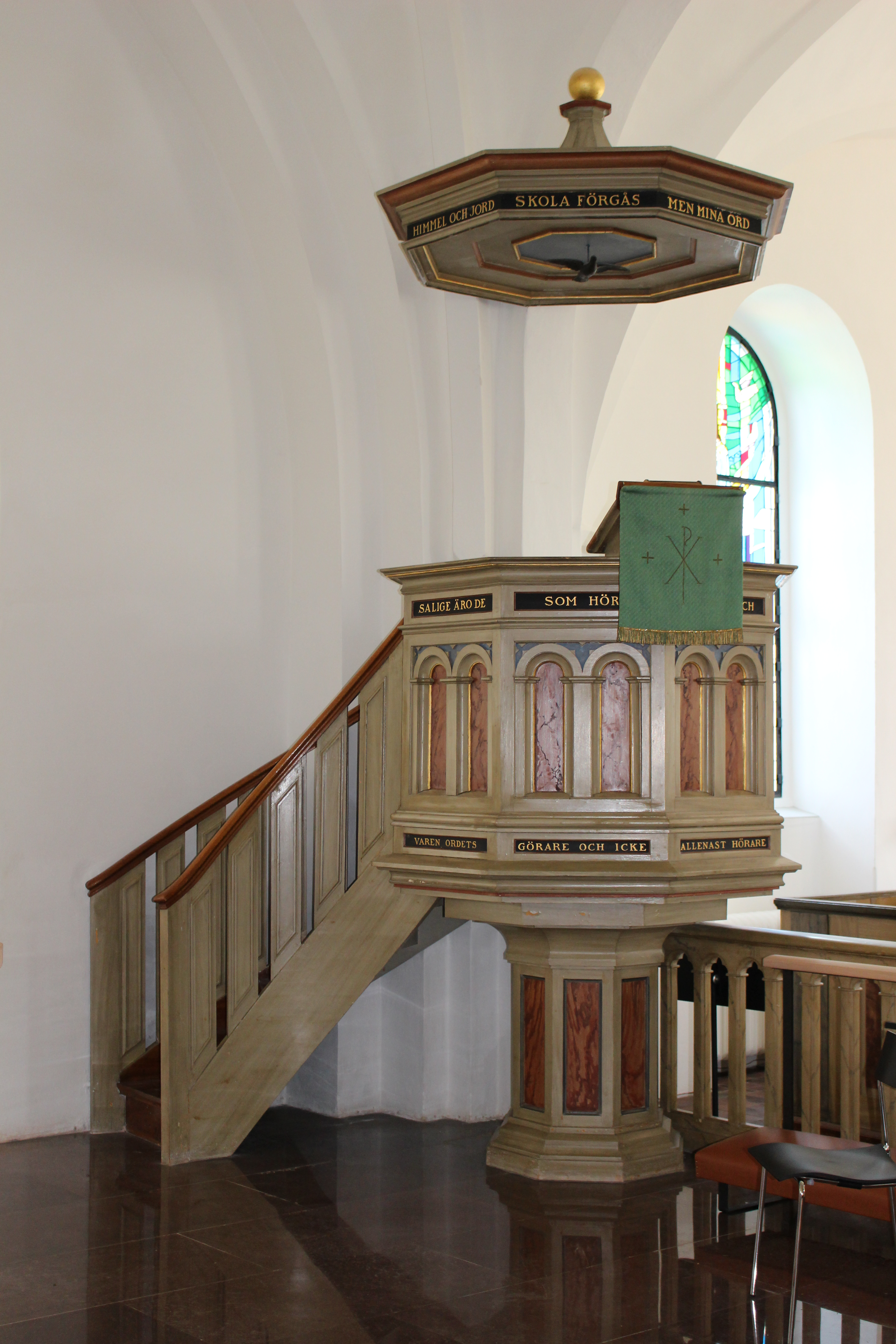
Predikstol
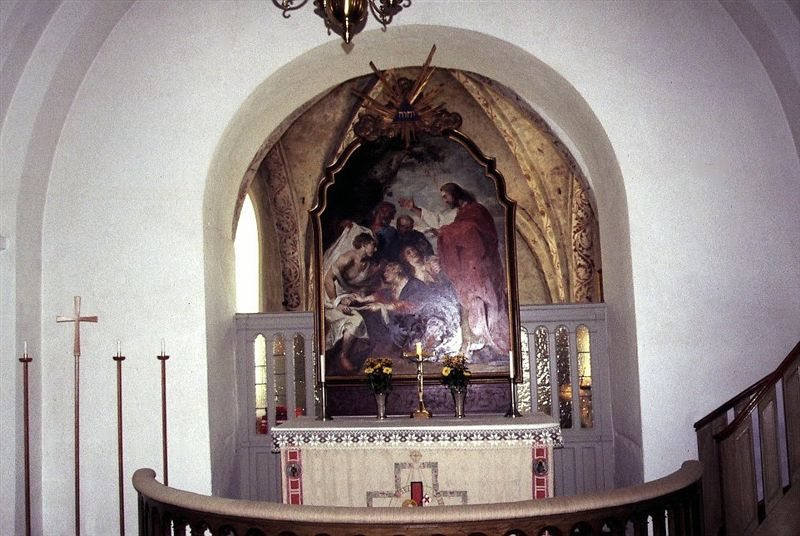
Tidigare altarparti
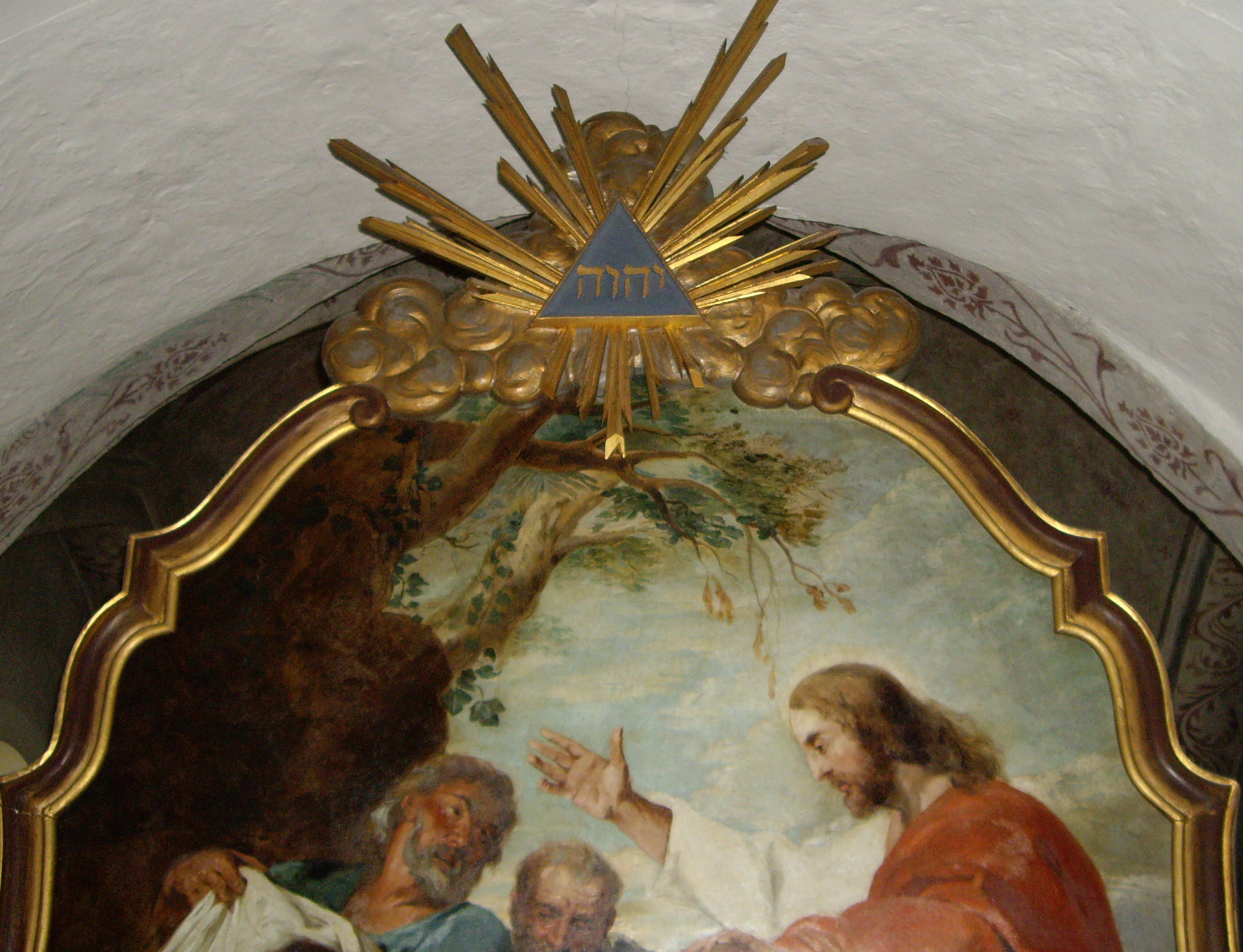
Altartavlans solsymbol med Guds namn JHWH på hebreiska
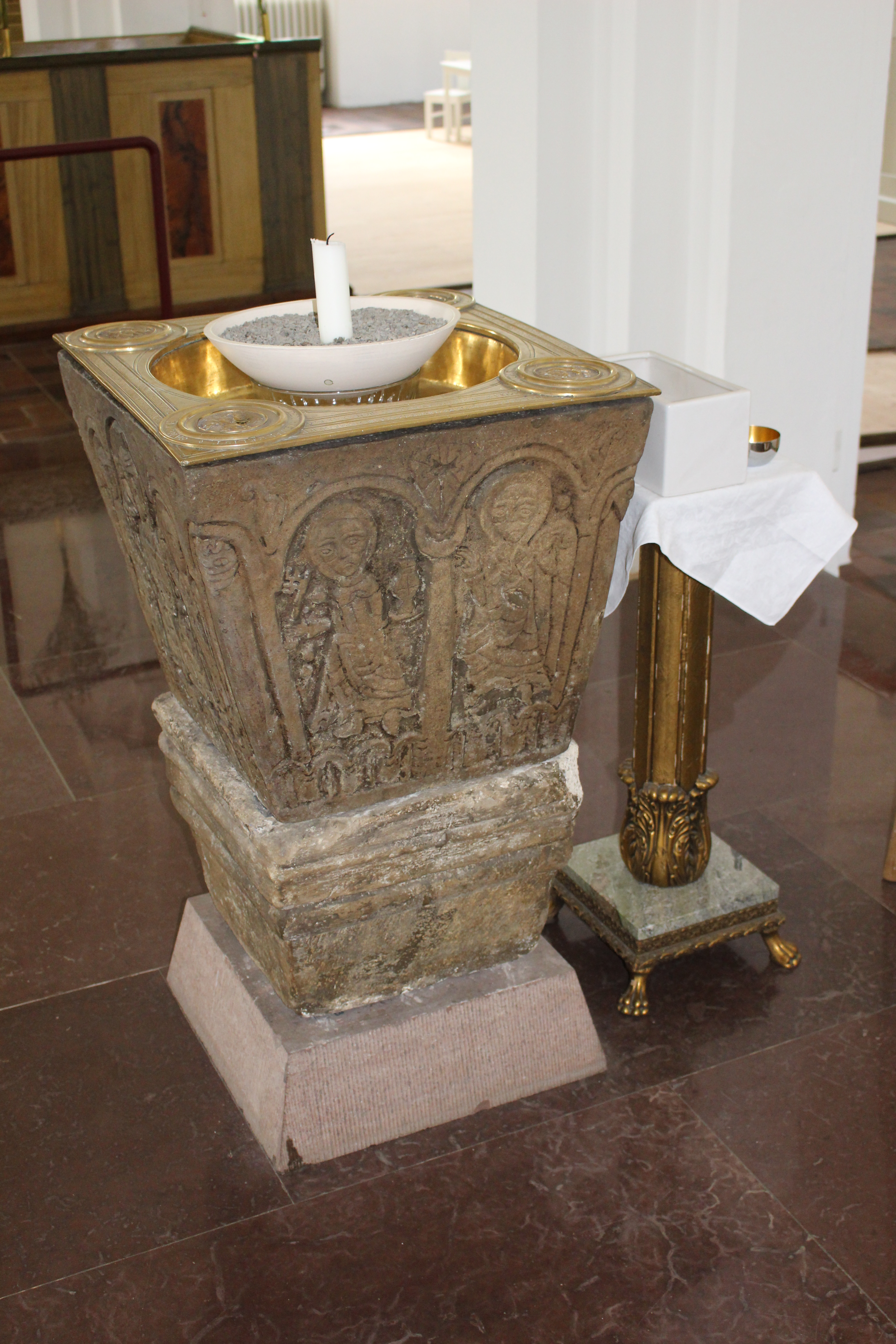
Dopfunt från 1100-talet
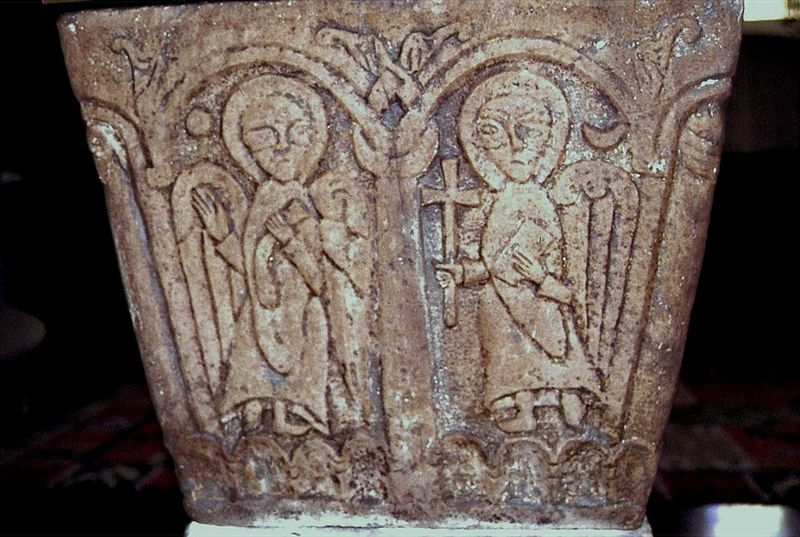
Dopfuntens bildfält
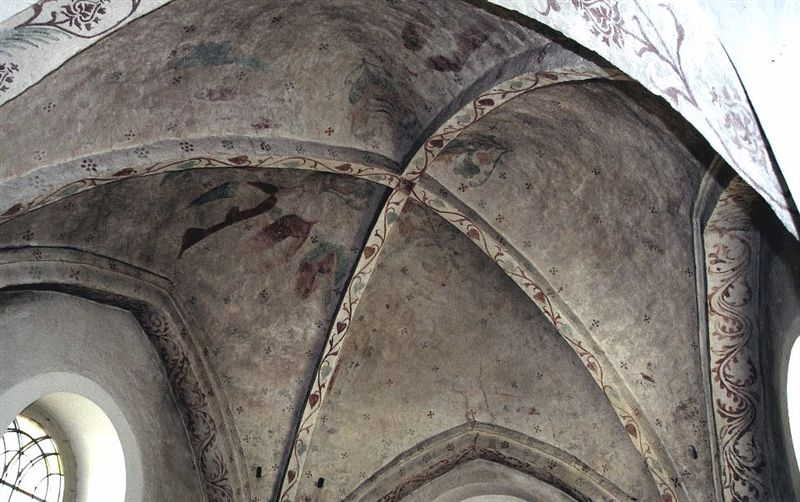
Korvalvet
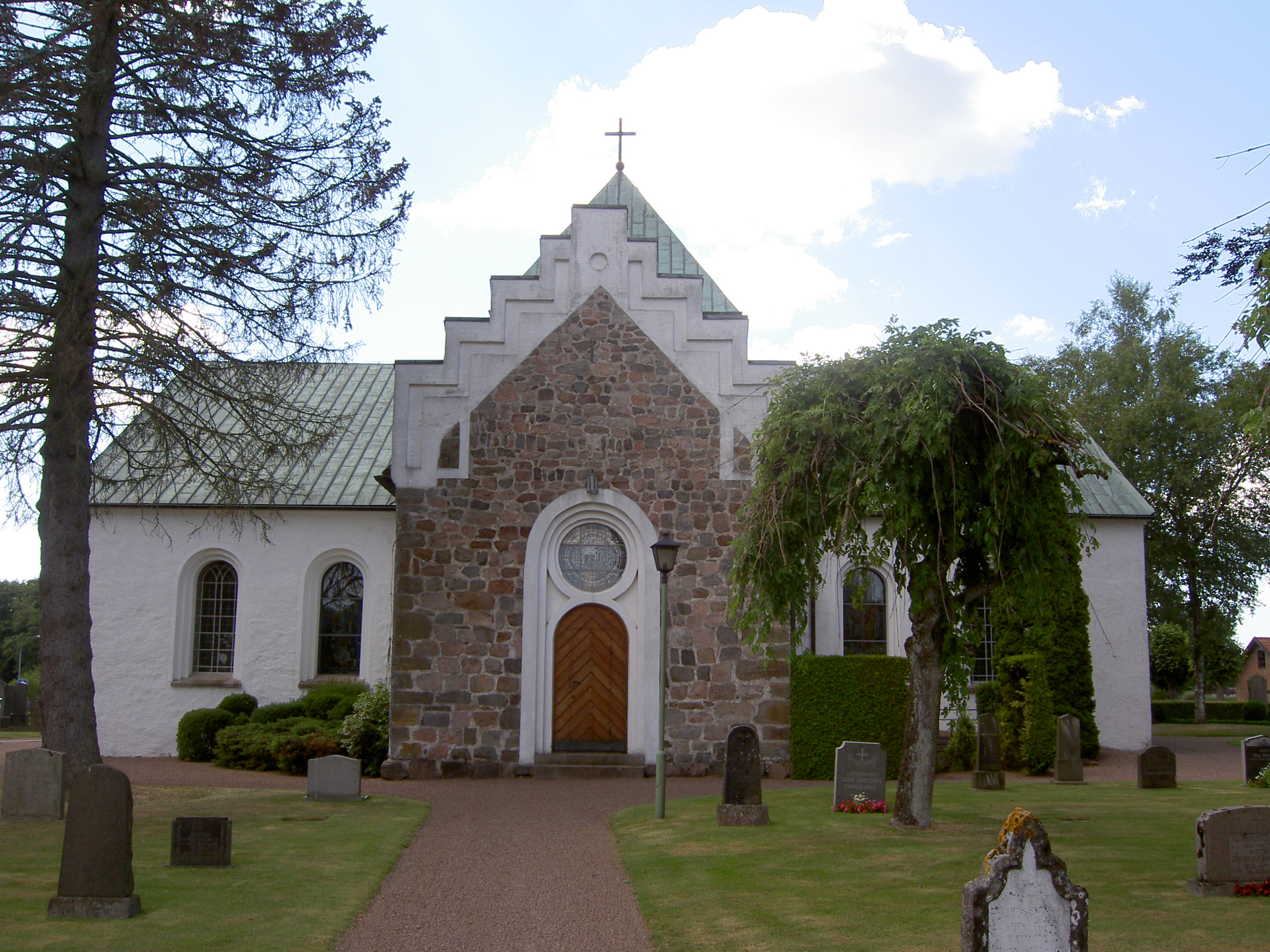
Kyrkan från öster
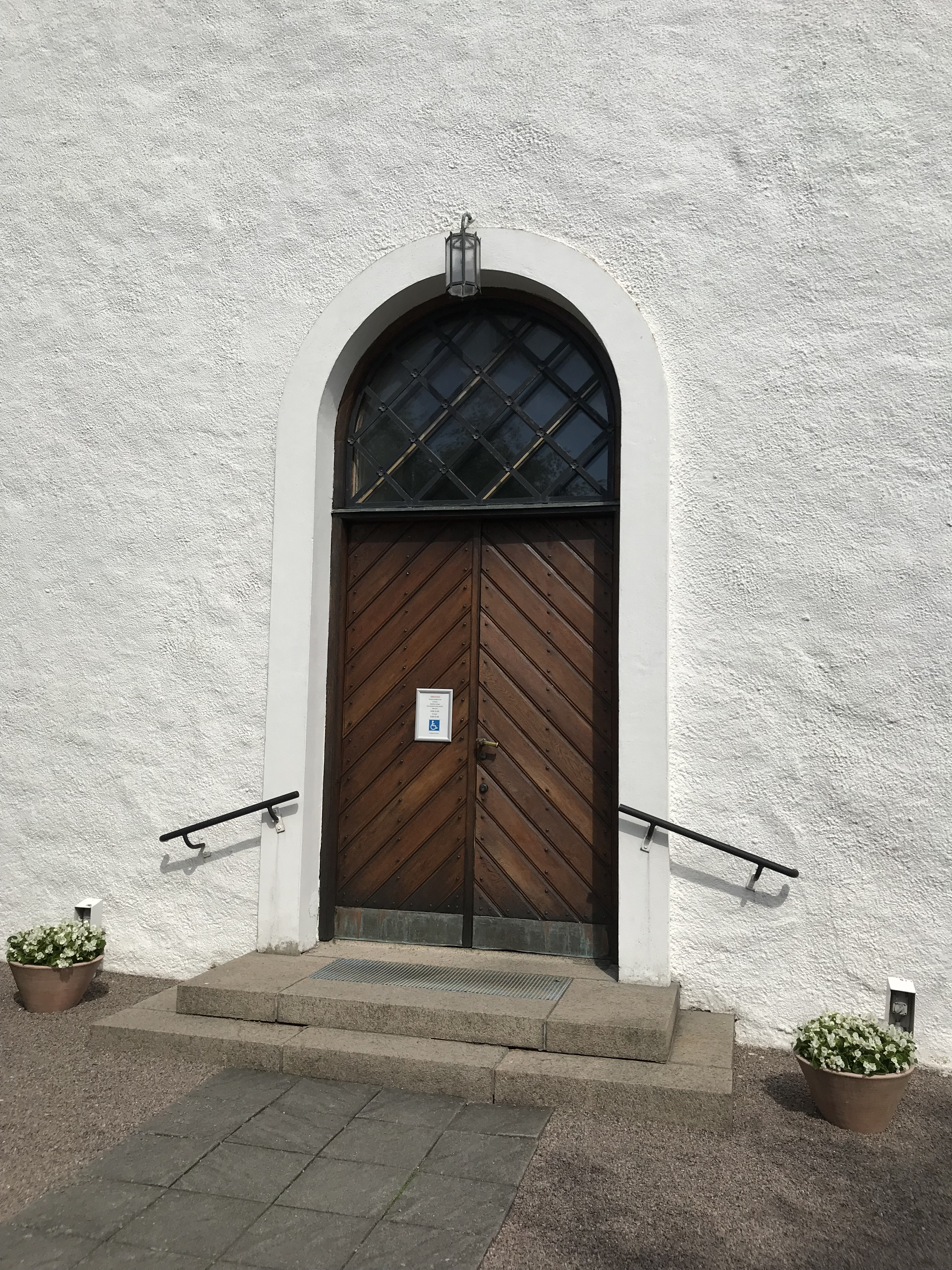
Västra porten

## Orgel
- 1868 byggde Jöns Olsson Lundahl, Malmö en orgel med 12 stämmor fördelade på två manualer och en pedal.
- Den nuvarande orgeln är byggd 1958 av Hammarbergs orgelbyggeri, Göteborg. Den är helmekanisk och har 21 orgelstämmor fördelade på två manualer och pedal.

Disposition:
| Ryggpositiv I                  | Svällverk II          | Pedalverk            | Koppel                |
| Gedackt 8'                     | Rörflöjt 8'           | Subbas 16'           | Ryggpositiv/pedal     |
| Prestant 4' (fasad)            | Spetsflöjt 4' (fasad) | Principal 8' (fasad) | Svällverk/pedal       |
| Rörflöjt 4'                    | Kvintadena 4'         | Flöjt 4'             | Svällverk/ryggpositiv |
| Gemshorn 2'                    | Principal 2'          | Kvintadena 2'        |                       |
| Tertian II ch. 1 3/5' + 1 1/3' | Gedacktflöjt 2'       | Mixtur III ch.       |                       |
| Mixtur III ch.                 | Nasat 1 1/3'          | Fagott 16'           |                       |
| Krumhorn 8'                    | Scharf II ch.         |                      |                       |
|                                | Skalmeja 8'           |                      |                       |
|                                | Crescendosvällare     |                      |                       |